# Willy Usadel
Willy Heinrich Paul Usadel, auch Willi Usadel (* 16. Juli 1894 in Gumbinnen, Ostpreußen; † 24. März 1952 in Erlangen) war ein deutscher Chirurg und Hochschullehrer.

## Leben
Willy Usadel, älterer Bruder von Georg Usadel, begann nach dem Abitur an der Albertus-Universität Königsberg ein Studium der Medizin. Er wurde 1914 Mitglied der Burschenschaft Teutonia Königsberg. Im Ersten Weltkrieg diente Usadel im Deutschen Heer; am Ende geriet Usadel in Kriegsgefangenschaft. Zuletzt war er Sanitätsoffizier der Reserve und als Oberarzt tätig. Nach seiner Entlassung setzte er sein Medizinstudium in Königsberg fort. Im Jahr 1923 wurde er zum Dr. med. promoviert.
Danach war Usadel unter Martin Kirscher als Assistenzarzt in Königsberg tätig. Nachdem Kirscher 1924 einen Ruf an die Eberhard Karls Universität Tübingen erhalten hatte, folgte Usadel ihm nach. Nach seiner Habilitation 1928 an der Universität Tübingen lehrte er als Privatdozent.
Seit 1933 a.o. Professor, wurde Usadel im selben Jahr Leiter der Chirurgie vom Berliner Rudolf-Virchow-Krankenhaus. Bereits 1934 übernahm er den Lehrstuhl für Chirurgie an der Eberhard Karls Universität Tübingen. Als Direktor der Chirurgischen Universitätsklinik in Tübingen war Usadel mitverantwortlich für Zwangssterilisationen von 500 Männern. Usadel war seit 1931 Mitglied der NSDAP. Im März 1933 unterzeichnete er die Erklärung von 300 Hochschullehrern für Adolf Hitler. Als Angehöriger der Sturmabteilung erreichte er 1937 den Rang eines SA-Obersturmführers. Er war SA-Arzt zur besonderen Verwendung. Zudem war er Mitglied im Nationalsozialistischen Deutschen Ärztebund. Ab 1944 war er Führer des Nationalsozialistischen Deutschen Dozentenbundes in Tübingen.
Während des Zweiten Weltkrieges war er zudem als beratender Chirurg tätig. Nach Kriegsende geriet Usadel in französische Kriegsgefangenschaft. Aufgrund seiner Mitgliedschaften in NS-Organisationen wurde er als Professor der Universität Tübingen entpflichtet. Danach war er als Chefarzt am Kreiskrankenhaus Freudenstadt tätig.